# Bataille de Milk Creek
Guerres indiennes
La bataille de Milk Creek est un affrontement qui opposa du 29 septembre au 5 octobre 1879 l'armée des États-Unis à des guerriers Utes de la White River dans le nord du Colorado.

## Bataille
Appelées par l'agent indien Nathan Meeker (en) après l'accroissement de tensions à l'agence indienne de White River, les troupes de l'armée américaine menées par le major Thomas Tipton Thornburgh (en) sont prises en embuscade alors qu'elles pénètrent dans la réserve. Atteint d'une balle dans la tête, Thornburgh est l'une des premières victimes. Incapable de se replier, le capitaine J. Scott Payne envoie une demande de renforts et le 1er octobre, des Buffalo Soldiers du 9e régiment de cavalerie arrivent à leur secours mais ne parviennent pas à repousser les Utes. Ce n'est qu'après l'arrivée quatre jours plus tard de troupes conduites par le général Wesley Merritt que les Utes se replient.
Après l'affrontement, les soldats poursuivent jusqu'à l'agence où il découvrent les bâtiments incendiés et les corps mutilés de Meeker et du personnel de l'agence, tués le 29 septembre 1879 lors du massacre de Meeker.

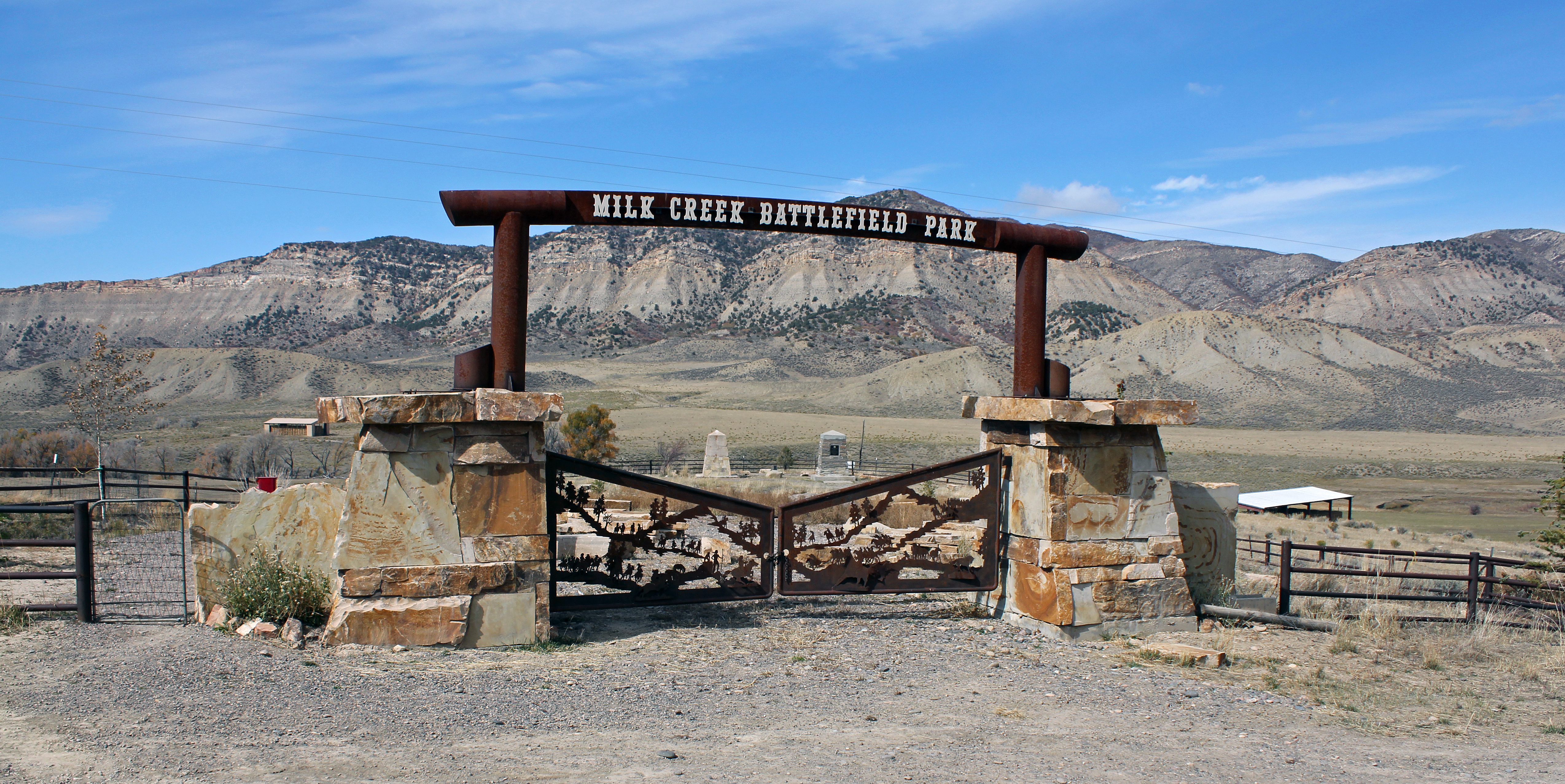
Mémorial sur les lieux du champ de bataille de Milk Creek.